# Motte bei Drove

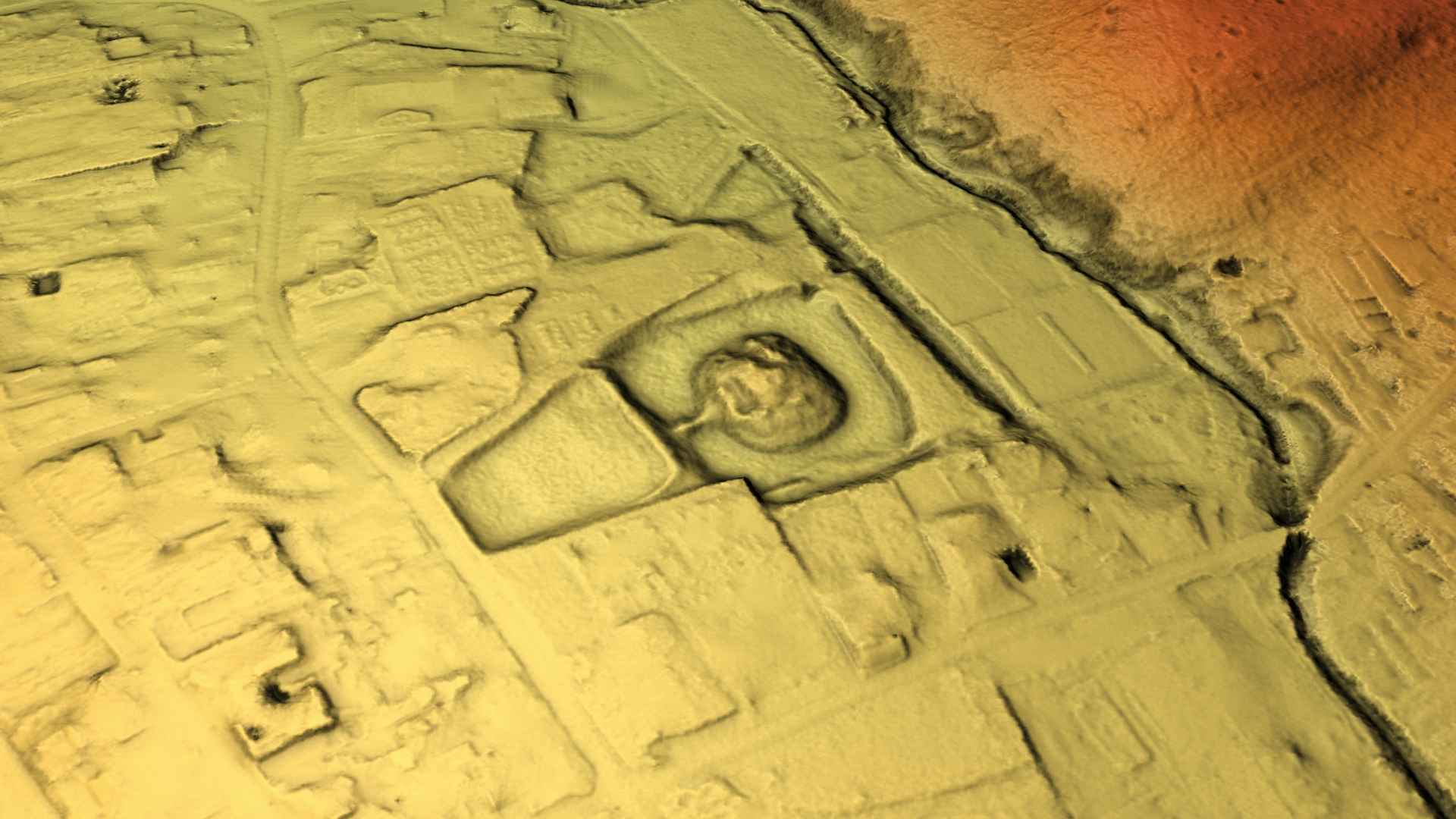
3D-Ansicht des digitalen Geländemodells

Die Motte bei Drove ist eine abgegangene Turmhügelburg (Motte) bei Drove in der Gemeinde Kreuzau im Kreis Düren in Nordrhein-Westfalen. Die Motte wurde in der ersten Hälfte des 13. Jahrhunderts erstmals erwähnt.

## Geschichte
Die Entstehung solcher Turmhügelburgen ist auf die Wikingerüberfälle im 9. Jahrhundert im Rheinland zurückzuführen. Mittels ihrer flachen Schiffe, konnten die Wikinger damals über die Flüsse weit ins Landesinnere vordringen. Insbesondere Städte und Dörfer an Flüssen, aber auch abgelegene Klöster, waren von solch plötzlich auftretenden Überfällen gefährdet. Der Wehrturm, der ihn umgebende Wehrgraben (Befestigung) und die ihn umzäunende Palisade dienten dabei für Mensch und Vieh als Fluchtburg.
In der Mitte des 13. Jahrhunderts kam die Familie von Müllenark-Hunghen in den Besitz der Befestigung und der Unterherrschaft (Drove war eine Unterherrschaft im Herzogtum Jülich).
Herren von Drove waren: 1246 Reinhard de Drouva, 1252 Anselm van Drouva, Erbvogt zu Drove und Richter zu Düren, ab 1264 Huneken, Sohn Cunos von Mullenarken, 1290 Rener genannt Hunkin  van Mulinarken, 1306 Rener, Ritter van Drova und Mulinarken, (Gut Müllenark).
Das Wappen der Familie von Drove (van Droif), ist ein schwarzer Querbalken auf silbernem Feld und auf dem Helm ein silberner Fuß.
Stephen van Droyve, war 1357 Zeuge der Eheberedung zwischen Gottfried van Heinsberg und der Phlippine van Jülich.
Else van Drove wird 1391 die Ehefrau des Ritters Wynant van Roir.
Wynant van Rore, Ritter und Rutger van Drove, versprachen 1392 in einer Urkunde, dem Ritter Gillis von dem Wyer, sich für eine Bürgschaft schadlos zu halten, die derselbe für sie übernommen hatte.
Wynant van Roir und seine Ehefrau Else van Drove, besaßen 1396 zu Nieder-Drove einen Hof mit einer Mühle am Drover Bach.
Rutger van Drove, verstorben am, 23. Oktober 1410, war seit 1385 Kanonikus des Krönungsstifts zu Aachen und siegelte 1406 als Propst zu Kaiserswerth, mit demselben Siegel wie Stephan van Drove.
In einem Schadlosbrief von 1436, des Ritters Reynart van Roir, Herr zu Drove und seiner Ehefrau Lysabecht  (Elisabeth), für den Engelbrecht Nyt van Birgel, wird als ihre Schwägerin eine Auiluerait van Loersfeld genannt.
Sitz der Familie von Rohr (van Roire) war die Burg Rohr (Blankenheim) im Kreis Euskirchen.
1439 verkauft Reynart van Roir die Burg Drove an Bernhard von Weworden.
Nach der Familie von Roir wurde 1439 Bernhard von Weworden, genannt Bulver, Eigentümer. Das Wappen der Familie von Weworden (van Weuerden), ist ein nach rechts springender, silberner Hirsch mit goldenem Geweih, auf blauem Grund und auf dem Helm ein silberner Hirschkopf mit goldenem Geweih. Ein Wappen der Familien von Weworden findet sich unten rechts im Kreuzigungsfenster von 1538, der Kirche St. Martin von Drove. Durch Heirat kam die Burg an die Familie von Elmpt. Diese baute in Drove das sogenannte „Panghshaus“. Nach jahrzehntelangem Erbstreit zwischen den Familien von Weworden und von Elmpt nahm Arnold Heinrich von Weworden dort Bertram von Elmpt gefangen.
Im Dreißigjährigen Krieg wurde die Burg stark zerstört. 1673, während der Kriege gegen den französischen König Ludwig XIV. litt die Burg erneut stark und wurde seither nie mehr völlig instand gesetzt. Am 21. Mai 1728 wurde die Herrschaft Drove geteilt. Wolf Christof von Rohe bekam das Oberdorf und Leversbach. Die Stammburg blieb im Besitz der Familie von Holtrop. Sie war schon im 19. Jahrhundert nicht mehr bewohnbar und zerfiel völlig und wurde abgetragen.
Heute ist nur ein deutlicher Mottenhügel zu sehen, etwa 5 m hoch und mit einem Durchmesser von 50 m sowie der trockengefallene Graben, der früher vom Drover Bach gespeist wurde.
1986 wurden Erdsondierungsarbeiten durchgeführt, die auf einen steinernen Wehrturm schließen ließen, nördlich könne es eine Vorburg mit Wirtschaftsteil gegeben haben.
In unmittelbarer Nähe liegt die Burg Drove.